# Hybopsis hypsinotus
Hybopsis hypsinotus és una espècie de peix cipriniforme de la família dels ciprínids.

## Morfologia
Els mascles poden assolir els 7,2 cm de longitud total.

## Distribució geogràfica
Es troba a Virgínia, Carolina del Nord i Carolina del Sud (Estats Units).